# Shit, Man !
Shit, Man ! (pouvant être traduit en français par Merde, mec !) est un roman de Alain Chedanne publié le 29 septembre 1971 aux éditions Gallimard et ayant reçu le Prix des Deux Magots l'année suivante. Le roman a ensuite été publié en Argentine, traduit en espagnol par Cora Belloni de Zaldivar pour le compte d'Emecé editores.

## Résumé
Le narrateur et ses compagnons de voyage (Jim, Kim, surnommé Balzac Alan et Bongo) accostent à Ibiza pour une halte au terme d'une traversée sur un vieux rafiot. Leur séjour dans l'île commence par de longues discussions enfumées à la terrasse d'un café.

## Éditions
- Shit, Man !, éditions Gallimard, 1971  (ISBN 2-07-028034-9).